# Números primos en progresión aritmética
En teoría de números, se denominan números primos en progresión aritmética a cualquier sucesión de al menos tres números primos que son términos consecutivos en una progresión aritmética. Un ejemplo es la secuencia de números primos (3, 7, 11), que está dada por {\displaystyle a_{n}=3+4n} para {\displaystyle 0\leq n\leq 2}.
Según el teorema de Green-Tao, existen secuencias arbitrariamente largas de números primos en progresión aritmética. A veces, la frase también se puede usar sobre números primos que pertenecen a una progresión aritmética que también contiene números compuestos. Por ejemplo, se puede utilizar con números primos en una progresión aritmética de la forma {\displaystyle an+b}, donde a y b son coprimos que, según el teorema de Dirichlet sobre progresiones aritméticas, contienen infinitos números primos, además de infinitos compuestos.
Para un número entero k = 3, una PA-k es cualquier secuencia de k números primos en progresión aritmética. Una PA-k se puede escribir como k primos de la forma a·n + b, para dos números enteros fijos a (llamado diferencia común) y b, y k valores enteros consecutivos de n. Una PA-k (progresión aritmética de k elementos) generalmente se expresa con n = 0 a k − 1. Esto siempre se puede lograr definiendo b como el primer número primo en la progresión aritmética.

## Propiedades
Cualquier progresión aritmética dada de números primos tiene una longitud finita. En 2004, Ben J. Green y Terence Tao demostraron una antigua conjetura a través de la formalización del teorema de Green-Tao: la sucesión de los números primos contiene progresiones aritméticas arbitrariamente largas. Se sigue inmediatamente que hay infinitas PA-k para cualquier k dado.
Si una PA-k no comienza con el primo k, entonces la diferencia común es un múltiplo del primorial k# = 2·3·5·...·j, donde j es el mayor primo ≤ k.
Demostración: Sea PA-k a·n + b para k valores consecutivos de n. Si una p prima no divide a a, entonces la aritmética modular implica que p dividirá cada p-ésimo término de la progresión aritmética. (De H.J. Weber, Cor.10 en "Exceptional Prime Number Twins, Triplets and Multiplets", arXiv:1102.3075[math.NT]. Véase también Teor.2.3 en "Regularities of Twin, Triplet and Multiplet Prime Numbers", arXiv :1103.0447[math.NT], Global J.P.A.Math 8(2012), en prensa). Si la PA contiene números primos para valores consecutivos de k, entonces a debe ser divisible por todos los primos p≤k.
Esto también demuestra que una PA con diferencia común a no puede contener más términos primos consecutivos que el valor del primo más pequeño que no divide a a.
Si k es primo entonces una PA-k puede comenzar con k y tener una diferencia común que es solo un múltiplo de (k+1)# en lugar de k#. (De H. J. Weber, "Less Regular Exceptional and Repeating Prime Number Multiplets", arXiv:1105.4092[math.NT], Sect.3.) Por ejemplo, la PA-3 con números primos 3, 5, 7 y diferencia común 2# = 2, o la PA-5 con primos 5, 11, 17, 23, 29 y diferencia común 4# = 6. Se conjetura que tales ejemplos existen para todos los primos k a 2018, el mayor primo para el que esto se confirma es k = 19, para esta PA-19 encontrada por Wojciech Izykowski en 2013:
19 + 4244193265542951705·17#·n, para n = 0 a 18.
Se deduce de conjeturas ampliamente aceptadas, como la conjetura de Dickson y algunas variantes de la conjetura de la k-tupla de primos, que si p > 2 es el primo más pequeño que no divide a a, entonces hay infinitas PA-(p+1) con diferencia común a. Por ejemplo, 5 es el número primo más pequeño que no divide a 6, por lo que se espera que haya un número infinito de PA-4 con una diferencia común de 6, lo que se denomina cuadruplete de números primos sexis. Cuando a = 2 y p = 3, entonces se trata de primos gemelos, con una PA-2 formada por dos primos (b, b + 2).

## Menores primos en progresión aritmética
En la tabla siguiente figuran aquellas progresiones aritméticas de k términos cuyo último término es el más pequeño.
| k  | Primos para n= 0 hasta k−1   |
| -- | ---------------------------- |
| 3  | 3 + 2n                       |
| 4  | 5 + 6n                       |
| 5  | 5 + 6n                       |
| 6  | 7 + 30n                      |
| 7  | 7 + 150n                     |
| 8  | 199 + 210n                   |
| 9  | 199 + 210n                   |
| 10 | 199 + 210n                   |
| 11 | 110437 + 13860n              |
| 12 | 110437 + 13860n              |
| 13 | 4943 + 60060n                |
| 14 | 31385539 + 420420n           |
| 15 | 115453391 + 4144140n         |
| 16 | 53297929 + 9699690n          |
| 17 | 3430751869 + 87297210n       |
| 18 | 4808316343 + 717777060n      |
| 19 | 8297644387 + 4180566390n     |
| 20 | 214861583621 + 18846497670n  |
| 21 | 5749146449311 + 26004868890n |

## Mayores primos conocidos en progresión aritmética
Para un número primo q dado, q# denota su primorial 2·3·5·7·...·q.
A septiembre de 2019, la PA-k más larga conocida es una PA-27. Se conocen varios ejemplos de PA-26. La primera en ser descubierta fue encontrada el 12 de abril de 2010 por Benoãt Perichon en una PlayStation 3 con software de Jaroslaw Wróblewski y Geoff Reynolds, portado a PlayStation 3 por Bryan Little, en un proyecto distribuido de PrimeGrid:
43142746595714191 + 23681770·23#·n, para n = 0 a 25. (23# = 223092870) (sucesión A204189 en OEIS)
Cuando se encontró la primera PA-26, PrimeGrid dividió la búsqueda en 131 436 182 segmentos y se procesó con CPUs de 32/64 bits, GPU Nvidia CUDA y procesadores Cell en todo el mundo.
Anteriormente, el récord era una PA-25 encontrada por Raanan Chermoni y Jaroslaw Wróblewski el 17 de mayo de 2008:
6171054912832631 + 366384·23#·n, para n = 0 a 24. (23# = 223092870)
La búsqueda de la PA-25 se dividió en segmentos que duraron aproximadamente 3 minutos con procesadores AMD Athlon 64. Wróblewski cometó al respecto que: "Creo que la aplicación Raanan pasó por menos de 10.000.000 de esos segmentos" (esto habría tomado alrededor de 57 años de CPU en un solo Athlon 64).
El registro anterior fue una PA-24 encontrada en solitario por Jaroslaw Wróblewski el 18 de enero de 2007:
468395662504823 + 205619·23#·n, para n = 0 a 23.
Para esto, Wróblewski informó que utilizó un total de 75 computadoras: 15 AMD Athlon de 64 bits, 15 Pentium D 805 de doble núcleo de 64 bits, 30 Athlon 2500 de 32 bits y 15 AMD Duron 900.
La siguiente tabla muestra las PA-k más grandes conocidas, con el año del descubrimiento y el número de dígitos en el sistema de numeración decimal del número primo final. Téngase en cuenta que la PA-k más grande conocida puede ser el final de una PA-(k+1). Algunos buscadores de récords optan por calcular primero un gran conjunto de números primos de la forma c·p#+1 con p fija, y luego buscan AP entre los valores de c que producen un número primo. Esto se refleja en la expresión de algunos registros. La expresión se puede reescribir fácilmente como a·n + b.
| k  | Primos para n= 0 hasta k−1                                            | Dígitos | Año  | Descubridor                            |
| -- | --------------------------------------------------------------------- | ------- | ---- | -------------------------------------- |
| 3  | (5606879602425·21290000−1) + (33·22939063 − 5606879602425·21290000)·n | 884748  | 2021 | Ryan Propper, Serge Batalov            |
| 4  | (263093407 + 928724769·n)·299901−1                                    | 30083   | 2022 | Serge Batalov                          |
| 5  | (440012137 + 18195056·n)·30941#+1                                     | 13338   | 2022 | Serge Batalov                          |
| 6  | (1445494494 + 141836149·n)·16301# + 1                                 | 7036    | 2018 | Ken Davis                              |
| 7  | (2554152639 + 577051223·n)·7927# + 1                                  | 3407    | 2022 | Serge Batalov                          |
| 8  | (48098104751 + 3026809034·n)·5303# + 1                                | 2271    | 2019 | Norman Luhn, Paul Underwood, Ken Davis |
| 9  | (65502205462 + 6317280828·n)·2371# + 1                                | 1014    | 2012 | Ken Davis, Paul Underwood              |
| 10 | (20794561384 + 1638155407·n)·1050# + 1                                | 450     | 2019 | Norman Luhn                            |
| 11 | (16533786790 + 1114209832·n)·666# + 1                                 | 289     | 2019 | Norman Luhn                            |
| 12 | (15079159689 + 502608831·n)·420# + 1                                  | 180     | 2019 | Norman Luhn                            |
| 13 | (50448064213 + 4237116495·n)·229# + 1                                 | 103     | 2019 | Norman Luhn                            |
| 14 | (55507616633 + 670355577·n)·229# + 1                                  | 103     | 2019 | Norman Luhn                            |
| 15 | (14512034548 + 87496195·n)·149# + 1                                   | 68      | 2019 | Norman Luhn                            |
| 16 | (9700128038 + 75782144·(n+1))·83# + 1                                 | 43      | 2019 | Norman Luhn                            |
| 17 | (9700128038 + 75782144·n)·83# + 1                                     | 43      | 2019 | Norman Luhn                            |
| 18 | (33277396902 + 139569962·(n+1))·53# + 1                               | 31      | 2019 | Norman Luhn                            |
| 19 | (33277396902 + 139569962·n)·53# + 1                                   | 31      | 2019 | Norman Luhn                            |
| 20 | 23 + 134181089232118748020·19#·n                                      | 29      | 2017 | Wojciech Izykowski                     |
| 21 | 5547796991585989797641 + 29#·n                                        | 22      | 2014 | Jarosław Wróblewski                    |
| 22 | 22231637631603420833 + 8·41#·(n + 1)                                  | 20      | 2014 | Jarosław Wróblewski                    |
| 23 | 22231637631603420833 + 8·41#·n                                        | 20      | 2014 | Jarosław Wróblewski                    |
| 24 | 180688902040348237 + 262290685·23#·(n+1)                              | 19      | 2022 | Rob Gahan, PrimeGrid                   |
| 25 | 180688902040348237 + 262290685·23#·n                                  | 19      | 2022 | Rob Gahan, PrimeGrid                   |
| 26 | 36621451562941339 + 267460371·23#·n                                   | 19      | 2022 | Rob Gahan, PrimeGrid                   |
| 27 | 224584605939537911 + 81292139·23#·n                                   | 18      | 2019 | Rob Gahan, PrimeGrid                   |

## Primos consecutivos en progresión aritmética
La expresión primos consecutivos en progresión aritmética se refiere a que por lo menos figuran tres primos consecutivos que son a su vez términos consecutivos en una progresión aritmética. Téngase en cuenta que, a diferencia de en una PA-k, todos los demás números entre los términos de la progresión deben ser compuestos. Por ejemplo, la PA-3 (3, 7, 11) no se puede considerar de primos consecutivos, puesto que el 5, que también es primo, falta en la progresión.
Para un número entero k = 3, un PAPC-k es una secuencia de k números primos consecutivos en progresión aritmética. Se conjetura que hay PAPC arbitrariamente largas. Esto implicaría un número infinito de PAPC-k para todos los k. El primo de en medio en una PAPC-3 se llama número primo equilibrado. A 2022, el primo equilibrado más grande conocido tiene 15004 dígitos.
La primera PAPC-10 conocida fue encontrada en 1998 por Manfred Toplic en el proyecto computación distribuida CP10, que fue organizado por Harvey Dubner, Tony Forbes, Nik Lygeros, Michel Mizony y Paul Zimmermann. Esta PAPC-10 tiene la diferencia común más pequeña posible, 7# = 210. La única otra PAPC-10 conocida a partir de 2018 fue encontrada por el mismo equipo 2008.
Si existe un PAPC-11, debe tener una diferencia común que es un múltiplo de 11# = 2310. La diferencia entre el primero y el último de los 11 números primos sería, por lo tanto, un múltiplo de 23100. El requisito de al menos 23090 números compuestos entre los 11 números primos hace que parezca extremadamente difícil encontrar un PAPC-11. Dubner y Zimmermann estiman que sería al menos 1012 veces más difícil que un PAPC-10.

## Menores primos consecutivos en progresión aritmética
La primera aparición de una PAPC-k solo se conoce hasta k = 6 (sucesión A006560 en OEIS).
| k | Primos para n= 0 hasta k−1 |
| - | -------------------------- |
| 3 | 3 + 2n                     |
| 4 | 251 + 6n                   |
| 5 | 9843019 + 30n              |
| 6 | 121174811 + 30n            |

## Mayores primos consecutivos conocidos en progresión aritmética
La tabla muestra el caso más grande conocido de una serie de k primos consecutivos en progresión aritmética, para k = 3 a 10.
| k  | Primos para n= 0 hasta k−1                  | Dígitos | Año  | Descubridor   |
| -- | ------------------------------------------- | ------- | ---- | ------------- |
| 3  | 2494779036241 · 249800 + 1 + 6n             | 15004   | 2022 | Serge Batalov |
| 4  | 62399583639 · 9923# - 3399421607 + 30n      | 4285    | 2021 | Serge Batalov |
| 5  | 2738129459017 · 4211# + 3399421517 + 30n    | 1805    | 2022 | Serge Batalov |
| 6  | 533098369554 · 2357# + 3399421517 + 30n     | 1012    | 2021 | Serge Batalov |
| 7  | 145706980166212 · 1069# + x253 + 420 + 210n | 466     | 2021 | Serge Batalov |
| 8  | 8081110034864 · 619# + x253 + 210 + 210n    | 272     | 2021 | Serge Batalov |
| 9  | 7661619169627 · 379# + x153 + 210n          | 167     | 2021 | Serge Batalov |
| 10 | 189382061960492204 · 257# + x106 + 210n     | 121     | 2021 | Serge Batalov |

xd es un número de d dígitos utilizado en uno de los registros anteriores para garantizar un factor pequeño en los inusualmente muchos números compuestos requeridos entre los números primos.

x106= 115376 22283279672627497420 78637565852209646810 56709682233916942487 50925234318597647097 08315833909447378791

x153= 9656383640115 03965472274037609810 69585305769447451085 87635040605371157826 98320398681243637298 57205796522034199218 09817841129732061363 55565433981118807417= x253 % 379#

x253= 1617599298905 320471304802538356587398499979 836255156671030473751281181199 911312259550734373874520536148 519300924327947507674746679858 816780182478724431966587843672 408773388445788142740274329621 811879827349575247851843514012 399313201211101277175684636727